# Championnat d'Italie des rallyes
Le Championnat d'Italie des rallyes (ou Campionato Italiano Rally, ou CIR) est composé d'une série d'épreuves qui permettent d'attribuer le titre national de la spécialité à la fin de chaque saison. Il est organisé par l'ACI / CSAI, ou Commissione Sportiva Automobilistica Italiana.

## Liste des champions
| Année  | Championnat des pilotes | Championnat des pilotes | Championnat des pilotes          | Championnat des constructeurs | Championnat des constructeurs | FIA               |
| Année  | Pilote                  | Copilote                | Voiture                          | Constructeur                  | Voiture                       | Groupe            |
| ------ | ----------------------- | ----------------------- | -------------------------------- | ----------------------------- | ----------------------------- | ----------------- |
| 1961   | Luigi Marsaglia         | Giovanni Prada Moroni   | Fiat 1100/103 TV                 | Fiat                          |                               |                   |
| 1962   | Arnaldo Cavallari       | Dante Salvay            | Alfa Romeo Giulietta TI          | Alfa Romeo                    |                               | Groupe 1 Groupe 2 |
| 1963   | Arnaldo Cavallari       | Dante Salvay            | Alfa Romeo Giulietta TI          | Alfa Romeo                    |                               | Groupe 1 Groupe 2 |
| 1964   | Arnaldo Cavallari       | Sandro Munari           | Alfa Romeo Giulia Ti Super       | Alfa Romeo                    |                               | Groupe 1 Groupe 2 |
| 1965   | Enzo Martoni            | Zefferino Filippi       | Lancia Fulvia 2C                 | Lancia                        |                               | Groupe 2          |
| 1966   | Leo Cella               | Sergio Barbasio         | Lancia Fulvia Coupé HF           | Lancia                        |                               | Groupe 2          |
| 1967   | Sandro Munari           | Luciano Lombardini      | Lancia Fulvia 1.3 Coupé HF       | Lancia                        |                               | Groupe 2          |
| 1968   | Arnaldo Cavallari       | Dante Salvay            | Lancia Fulvia 1.3 Coupé HF       | Lancia                        |                               | Groupe 2          |
| 1969   | Sandro Munari           | Arnaldo Bernacchini     | Lancia Fulvia 1.3 Coupé HF       | Lancia                        |                               | Groupe 2          |
| 1970   | Alcide Paganelli        | Ninni Russo             | Fiat 124 Sport Spider            | Fiat                          |                               | Groupe 4          |
| 1971   | Sergio Barbasio         | Piero Sodano            | Lancia Fulvia 1.6 Coupé HF       | Lancia                        |                               | Groupe 4          |
| 1972   | Sergio Barbasio         | Piero Sodano            | Lancia Fulvia 1.6 Coupé HF       | Lancia                        |                               | Groupe 4          |
| 1973   | Amilcare Ballestrieri   | Silvio Maiga            | Lancia Fulvia 1.6 Coupé HF       | Lancia                        |                               | Groupe 4          |
| 1974   | Maurizio Verini         | Gino Macaluso           | Fiat 124 Abarth                  | Fiat                          |                               | Groupe 4          |
| 1975   | Roberto Cambiaghi       | Emanuele Sanfront       | Fiat 124 Abarth                  | Fiat                          |                               | Groupe 4          |
| 1976   | Antonio "Tony" Fassina  | Mauro Mannini           | Lancia Stratos HF                | Lancia                        |                               | Groupe 4          |
| 1977   | Mauro Pregliasco        | Vittorio Reisoli        | Lancia Stratos HF                | Lancia                        |                               | Groupe 4          |
| 1978   | Adartico Vudafieri      | Mauro Mannini           | Lancia Stratos HF                | Lancia                        |                               | Groupe 4          |
| 1979   | Antonio "Tony" Fassina  | Mauro Mannini           | Lancia Stratos HF                | Lancia                        |                               | Groupe 4          |
| 1980   | Adartico Vudafieri      | Fabio Penariol          | Fiat 131 Abarth                  | Fiat                          |                               | Groupe 4          |
| 1981   | Antonio "Tony" Fassina  | Rudy Dal Pozzo          | Opel Ascona 400                  | Opel                          |                               | Groupe 4          |
| 1982   | Antonio Tognana         | Massimo De Antoni       | Ferrari 308 GTB Lancia Rally 037 | Ferrari Lancia                |                               | Groupe 4 Groupe B |
| 1983   | Miki Biasion            | Tiziano Siviero         | Lancia Rally 037                 | Lancia                        |                               | Groupe B          |
| 1984   | Paolo Fabrizio Fabbri   | Paolo Cecchini          | Fiat Ritmo Abarth 125 TC         | Fiat                          |                               |                   |
| 1984   | Adartico Vudafieri      | Luigi Pirollo           | Lancia Rally 037                 | Lancia                        |                               | Open              |
| 1985   | Fabrizio Tabaton        | Luciano Tedeschini      | Lancia Rally 037                 | Lancia                        |                               |                   |
| 1985   | Dario Cerrato           | Giuseppe Cerri          | Lancia Rally 037                 | Lancia                        |                               | Open              |
| 1986   | Dario Cerrato           | Giuseppe Cerri          | Lancia Delta S4                  | Lancia                        |                               |                   |
| 1986   | Dario Cerrato           | Giuseppe Cerri          | Lancia Delta S4                  | Lancia                        |                               | Open              |
| 1987   | Michele Rayneri         | Carlo Cassina           | Lancia Rally 037                 | Lancia                        |                               | Groupe B          |
| 1987   | Fabrizio Tabaton        | Luciano Tedeschini      | Lancia Delta HF 4WD              | Lancia                        |                               | Groupe A          |
| 1988   | Dario Cerrato           | Giuseppe Cerri          | Lancia Delta HF 4WD              | Lancia                        |                               | Groupe A          |
| 1989   | Dario Cerrato           | Giuseppe Cerri          | Lancia Delta Integrale           | Lancia                        |                               | Groupe A          |
| 1990   | Dario Cerrato           | Giuseppe Cerri          | Lancia Delta Integrale 16v       | Lancia                        |                               | Groupe A          |
| 1991   | Dario Cerrato           | Giuseppe Cerri          | Lancia Delta Integrale 16v       | Lancia                        |                               | Groupe A          |
| 1992   | Piergiorgio Deila       | Pierangelo Scalvini     | Lancia Delta HF Integrale        | Lancia                        |                               | Groupe A          |
| 1993   | Gilberto Pianezzola     | Loris Roggia            | Lancia Delta HF Integrale        | Lancia                        |                               | Groupe A          |
| 1994   | Gianfranco Cunico       | Stefano Evangelisti     | Ford Escort RS Cosworth          | Ford                          |                               | Groupe A          |
| 1995   | Gianfranco Cunico       | Stefano Evangelisti     | Ford Escort RS Cosworth          | Ford                          |                               | Groupe A          |
| 1996   | Gianfranco Cunico       | Pierangelo Scalvini     | Ford Escort RS Cosworth          | Ford                          |                               | Groupe A          |
| 1997   | Andrea Dallavilla       | Danilo Fappani          | Subaru Impreza 555               | Subaru                        |                               | Groupe A          |
| 1998   | Andrea Aghini           | Loris Roggia            | Toyota Corolla WRC               | Toyota                        |                               | WRC               |
| 1999   | Andrea Aghini           | Loris Roggia            | Toyota Corolla WRC               | Toyota                        |                               | WRC               |
| 2000   | Piero Longhi            | Lucio Baggio            | Toyota Corolla WRC               | Toyota                        |                               | WRC               |
| 2001   | Paolo Andreucci         | Alessandro Giusti       | Ford Focus WRC                   | Ford                          |                               | WRC               |
| 2002   | Renato Travaglia        | Flavio Zanella          | Peugeot 206 WRC                  | Peugeot                       |                               | WRC               |
| 2003   | Paolo Andreucci         | Anna Andreussi          | Fiat Punto Abarth S1600          | Fiat                          |                               | S1600             |
| 2004   | Andrea Navarra          | Simona Fedeli           | Subaru Impreza WRX STi           | Subaru                        |                               | Groupe N          |
| 2005   | Piero Longhi            | Maurizio Imerito        | Subaru Impreza WRX STi           | Subaru                        |                               | Groupe N          |
| 2006   | Paolo Andreucci         | Anna Andreussi          | Fiat Grande Punto Abarth S2000   | Fiat                          |                               | S2000             |
| 2007   | Giandomenico Basso      | Mitia Dotta             | Fiat Grande Punto Abarth S2000   | Fiat                          |                               | S2000             |
| 2008   | Luca Rossetti           | Matteo Chiarcossi       | Peugeot 207 S2000                | Peugeot                       |                               | S2000             |
| 2009   | Paolo Andreucci         | Anna Andreussi          | Peugeot 207 S2000                | Peugeot                       |                               | S2000             |
| 2010   | Paolo Andreucci         | Anna Andreussi          | Peugeot 207 S2000                | Peugeot                       | Peugeot 207 S2000             | S2000             |
| 2011   | Paolo Andreucci         | Anna Andreussi          | Peugeot 207 S2000                | Peugeot                       | Peugeot 207 S2000             | S2000             |
| 2012   | Paolo Andreucci         | Anna Andreussi          | Peugeot 207 S2000                | Peugeot                       | Peugeot 207 S2000             | S2000             |
| 2013   | Umberto Scandola        | Guido D'Amore           | Škoda Fabia S2000                | Peugeot                       | Peugeot 207 S2000             | S2000             |
| 2014   | Paolo Andreucci         | Anna Andreussi          | Peugeot 208 T16                  | Peugeot                       | Peugeot 208 T16               | Groupe R5         |
| 2015   | Paolo Andreucci         | Anna Andreussi          | Peugeot 208 T16 R5               | Peugeot                       | Peugeot 208 T16 R5            | Groupe R5         |
| 2016   | Giandomenico Basso      | Lorenzo Granai          | Ford Fiesta R5                   | Ford                          | Ford Fiesta R5                | Groupe R5         |
| 2017   | Paolo Andreucci         | Anna Andreussi          | Peugeot 208 T16 R5               | Peugeot                       | Peugeot 208 T16 R5            | Groupe R5         |
| 2018   | Paolo Andreucci         | Anna Andreussi          | Peugeot 208 T16 R5               | Ford                          | Ford Fiesta R5                | Groupe R5         |
| 2019   | Giandomenico Basso      | Lorenzo Granai          | Škoda Fabia R5 (en)              | Citroën                       | Citroën C3 R5 (en)            | Groupe R5         |
| 2020   | Andrea Crugnola         | Pietro Elia Ometto      | Citroën C3 R5                    | Škoda                         | Škoda Fabia R5                | Groupe R5         |
| 2021   | Giandomenico Basso      | Lorenzo Granai          | Škoda Fabia R5                   | Škoda                         | Škoda Fabia R5                | Groupe R5         |
| 2022   | Andrea Crugnola         | Pietro Elia Ometto      | Citroën C3 Rally2 (en)           | Škoda                         | Škoda Fabia Rally2 Evo (en)   | Rally2            |
| 2023   | Andrea Crugnola         | Pietro Elia Ometto      | Citroën C3 Rally2                | Škoda                         | Škoda Fabia Rally2 Evo        | Rally2            |
| 2024   | Andrea Crugnola         | Pietro Elia Ometto      | Citroën C3 Rally2                | Škoda                         | Škoda Fabia RS Rally2         | Rally2            |
| Source |                         |                         |                                  |                               |                               |                   |

## Championnat d'Italie des rallyes Terre
(ou  Trofeo Rally Terra)
| Année  | Champion pilote          | Copilote               | Voiture                                         |
| ------ | ------------------------ | ---------------------- | ----------------------------------------------- |
| 2024   | Alberto Battistolli      | Simone Scattolin       | Škoda Fabia RS Rally2                           |
| 2023   | Paolo Andreucci          | Briani Rudy            | Škoda Fabia Rally2 evo                          |
| 2022   | Paolo Andreucci          | Briani Rudy            | Škoda Fabia Rally2 evo                          |
| 2021   | Paolo Andreucci          | Briani Rudy            | Škoda Fabia Rally2 evo                          |
| 2020   | Marco Bilancia Wilkinson | Marcelo Der Ohannesian | Škoda Fabia R5                                  |
| 2019   | Stéphane Consani         | Thibault de la Haye    | Škoda Fabia R5                                  |
| 2018   | Mauro Trentin            | Alice De Marco         | Škoda Fabia R5                                  |
| 2017   | Andrea Dalmazzini        | Giacomo Ciucci         | Ford Fiesta R5                                  |
| 2016   | Daniele Ceccoli          | Piercarlo Capolongo    | Škoda Fabia S2000                               |
| 2015   | Mauro Trentin            | Alice De Marco         | Peugeot 207 S2000 / 208 T16                     |
| 2014   | Renato Travaglia         | Giacomo Ciucci         | Peugeot 207 S2000 / Mitsubishi Lancer Evo IX R4 |
| 2013   | Luigi Ricci              | Christine Pfister      | Subaru Impreza STi                              |
| 2012   | Mauro Trentin            | Alice De Marco         | Peugeot 207 S2000                               |
| 2011   | Andreas Mikkelsen        | Ola Fløene             | Škoda Fabia S2000                               |
| 2010   | Armineu Teemu            | Nikkola Tuomo          | Subaru Impreza STi                              |
| 2009   | Luca Rossetti            | Matteo Chiarcossi      | Fiat Abarth Grande Punto S2000                  |
| 2008   | Mauro Trentin            | Flavio Zanella         | Peugeot 207 S2000                               |
| 2007   | Simone Campedelli        | Danilo Fappani         | Mitsubishi Lancer Evo IX                        |
| 2006   | Giuseppe Grossi          | Alessandro Pavesi      | Peugeot 206 WRC                                 |
| 2005   | Giuseppe Grossi          | Alessandro Pavesi      | Peugeot 206 WRC                                 |
| 2004   | Andrea Navarra           | Simone Fedeli          | Subaru Impreza WRX STi                          |
| 2003   | Andrea Navarra           | Simone Fedeli          | Subaru Impreza S7 WRC / WRX STi                 |
| 2002   | Andrea Navarra           | Simone Fedeli          | Subaru Impreza S7 WRC                           |
| 2001   | Franco Cunico            | Luigi Pirollo          | Subaru Impreza S5 WRC                           |
| 2000   | Franco Cunico            | Luigi Pirollo          | Subaru Impreza S4 WRC                           |
| 1999   | Marco Tempestini         | Lucio Baggio           | Toyota Corolla WRC                              |
| 1998   | Michele Gregis           | Massimo Concaro        | Subaru Impreza WRX                              |
| 1997   | Giuseppe Grossi          | Massimo Sacchettino    | Toyota Celica GT-Four                           |
| 1996   | Massimo Ercolani         | Giorgio Manuzzi        | Subaru Legacy RS / Impreza WRX                  |
| 1995   | Giuseppe Grossi          | Antonio Borri          | Toyota Celica Turbo 4WD                         |
| Source |                          |                        |                                                 |

(nb: Giuseppe Grossi a également été champion d'Italie des rallyes Terre en 1993 et 1994)